# Kościół w Dydni (Natura 2000)
Kościół w Dydni (PLH180034) – projektowany specjalny obszar ochrony siedlisk, aktualnie obszar mający znaczenie dla Wspólnoty, położony na Pogórzu Dynowskim, obejmujący kościół i okolice Dydni, o powierzchni 198,01 ha. Utworzony został w celu ochrony nocka dużego Myotis myotis, którego kolonia rozrodcza liczy tu ok. 400 osobników.
Dodatkowo, w obszarze występują dwa siedliska z załącznika I dyrektywy siedliskowej, stanowiące obszar żerowania nietoperzy:
- żyzna buczyna karpacka Dentario glandulosa-Fagetum
- grąd Tilio-Carpinetum

Obszar leży w granicach Wschodniobeskidzkiego Obszaru Chronionego Krajobrazu.